# District de Higashisonogi
Higashisonogi (東彼杵郡, Higashisonogi-gun) est un district (郡, gun) de la préfecture de Nagasaki. Couvrant 167,47 km2, il englobe trois bourgs : Hasami, Higashisonogi et Kawatana.
Le 1er janvier 2009, le district comptait 39 012 habitants pour une densité de 233 habitants par km².